# Amolops longimanus
Espèce
Synonymes
- Rana longimanus Andersson, 1939 "1938"

Statut de conservation UICN

 DD  : Données insuffisantes
Amolops longimanus est une espèce d'amphibiens de la famille des Ranidae.

## Répartition
Cette espèce est endémique du Nord-Est de la Birmanie. Elle se rencontre à environ 2 000 m d'altitude. Sa présence est incertaine en République populaire de Chine.

## Publication originale
- Andersson, 1939 "1938" : Batrachians from Burma collected by Dr. R. Malaise, and from Bolivia and Ecuador collected by Dr. C. Hammarlund. Arkiv för Zoologi, Stockholm, vol. 30, p. 1-24.